# Líntán Xiàn
Líntán Xiàn o condado de Líntán es una localidad de la prefectura autónoma tibetana de Gannan en la provincia de Gansu, República Popular China, con una población censada en noviembre de 2010 de 137 001 habitantes.
Se encuentra situada en el sur de la provincia, cerca de la frontera con las provincias de Qinghai y Sichuan.